# Muzeum Pienińskie im. Józefa Szalaya w Szlachtowej
Muzeum Pienińskie im. Józefa Szalaya w Szlachtowej – muzeum poświęcone historii regionu Pienin położone w Szlachtowej, stanowiące oddział Muzeum Ziemi Sądeckiej.

## Historia
Pierwsze idee założenia w Szczawnicy muzeum zaczęły pojawiać się w okresie międzywojennym, nie zgodziło się na to jednak ówczesne Ministerstwo Sztuki i Kultury. Do pomysłu wrócił w 1957 r. Pieniński Oddział Towarzystwa Miłośników Kultury i Sztuki Góralskiej, który przystąpił do zbierania eksponatów. Z jego inicjatywy w 1959 r. w budynku Dworku Gościnnego w Szczawnicy powstała pierwsza placówka muzealna. W 1962 r. obiekt strawił pożar, zbiory uratowano i przeniesiono do kamiennych piwnic. Po kilku latach muzealia przekazane zostały Ministerstwu Kultury i Sztuki, nową placówkę otwarto w willi „Pałac”. Stała się ona oddziałem Muzeum Okręgowego w Nowym Sączu. W tej lokalizacji placówka funkcjonowała do 2012 r., kiedy to budynek willi został odzyskany przez spadkobierców dawnych właścicieli, rodzinę Stadnickich. Muzealna ekspozycja została przeniesiona do nowej siedziby – budynku dawnej strażnicy Straży Granicznej w Szlachtowej, przy ul. Łemkowskiej 37. Otwarcie nowego muzeum nastąpiło 23 sierpnia 2014 r.

## Wystawa
Ekspozycja muzeum prezentuje życie i kulturę dawnych mieszkańców Pienin, regionu znajdującego się na pograniczu wyznań i narodowości oraz historię uzdrowiska w Szczawnicy. Rozpoczyna się galerią fotografii Pienin i Dunajca, m.in. widoków z łodzi flisackich. Następna jest wystawa prezentująca początki osadnictwa w Pieninach, po niej obejrzeć można część etnograficzną, obejmującą między innymi eksponaty związane z wyposażeniem dawnych izb i gospodarstw domowych oraz tradycjami regionu – pasterstwem, rolnictwem, rybołówstwem, czyli zawodami, którymi od wieków zajmowali się górale pienińscy, a także stroje i sztukę ludową. Kolejna część prezentuje historię kurortu w Szczawnicy i przybliża zwiedzającym działalność Józefa Szalaya, Adama Stadnickiego oraz Jana Wiktora.
Prezentowane są także wystawy czasowe, odbyły się m.in. wystawy poświęcone pochodzącemu ze Szczawnicy Stefanowi Kapłaniakowi „Cenkowi”, tradycyjnemu rolnictwu w Pieninach, Akcji „Burza” w Szczawnicy czy historii Szkoły Ludowej w Szczawnicy.

## Galeria

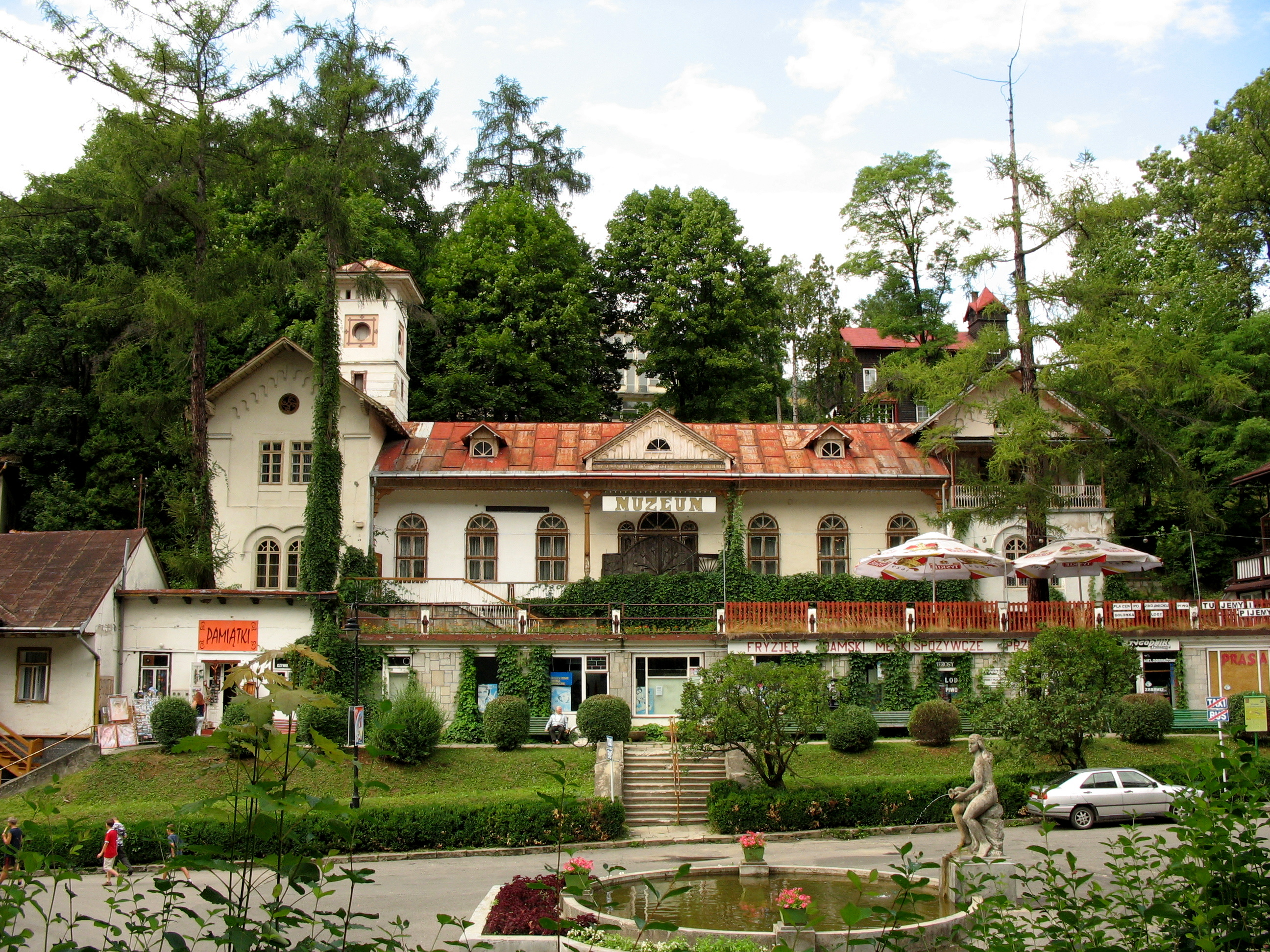
Willa „Pałac” w Szczawnicy – siedziba muzeum w latach 1972–2012
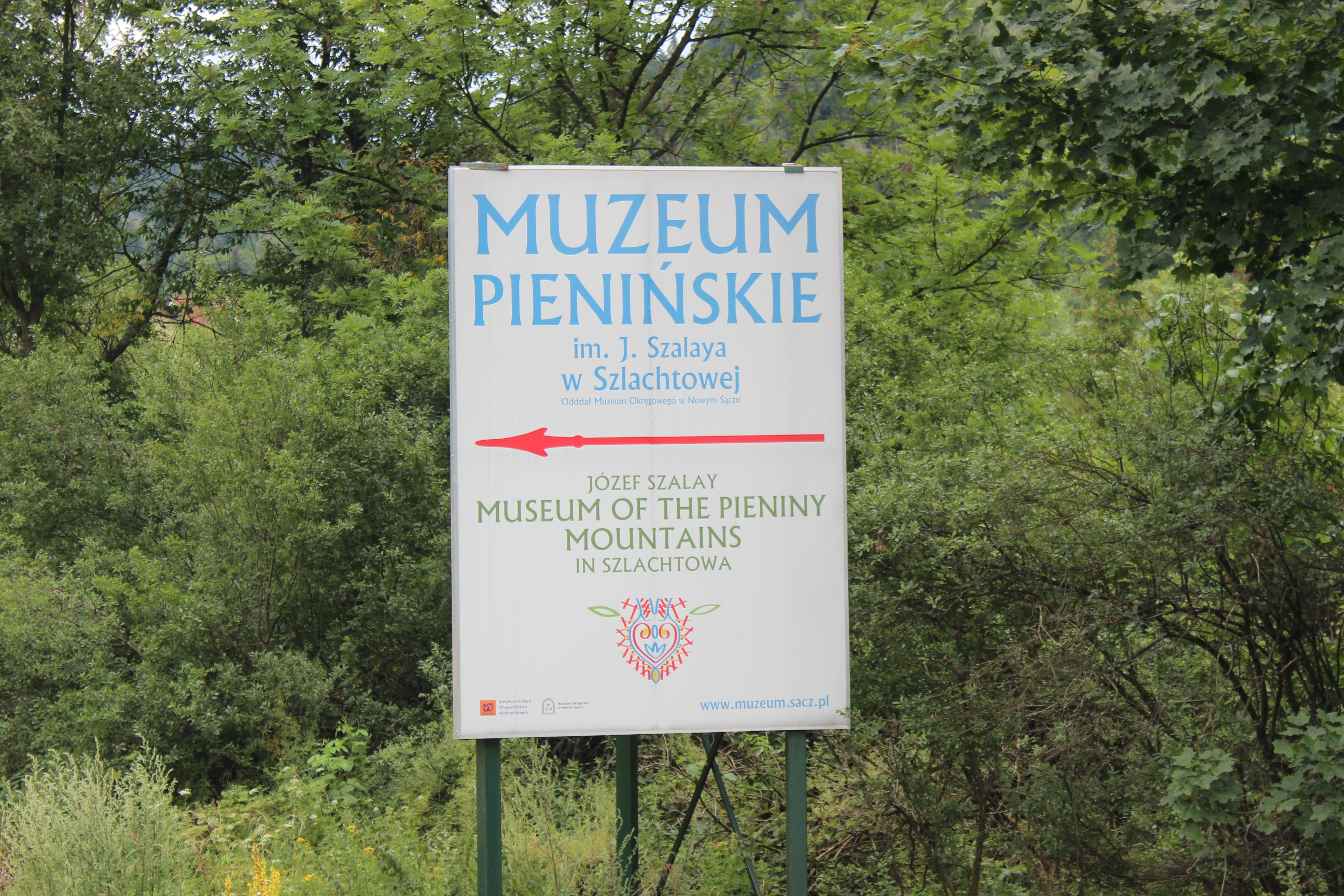
Drogowskaz do muzeum
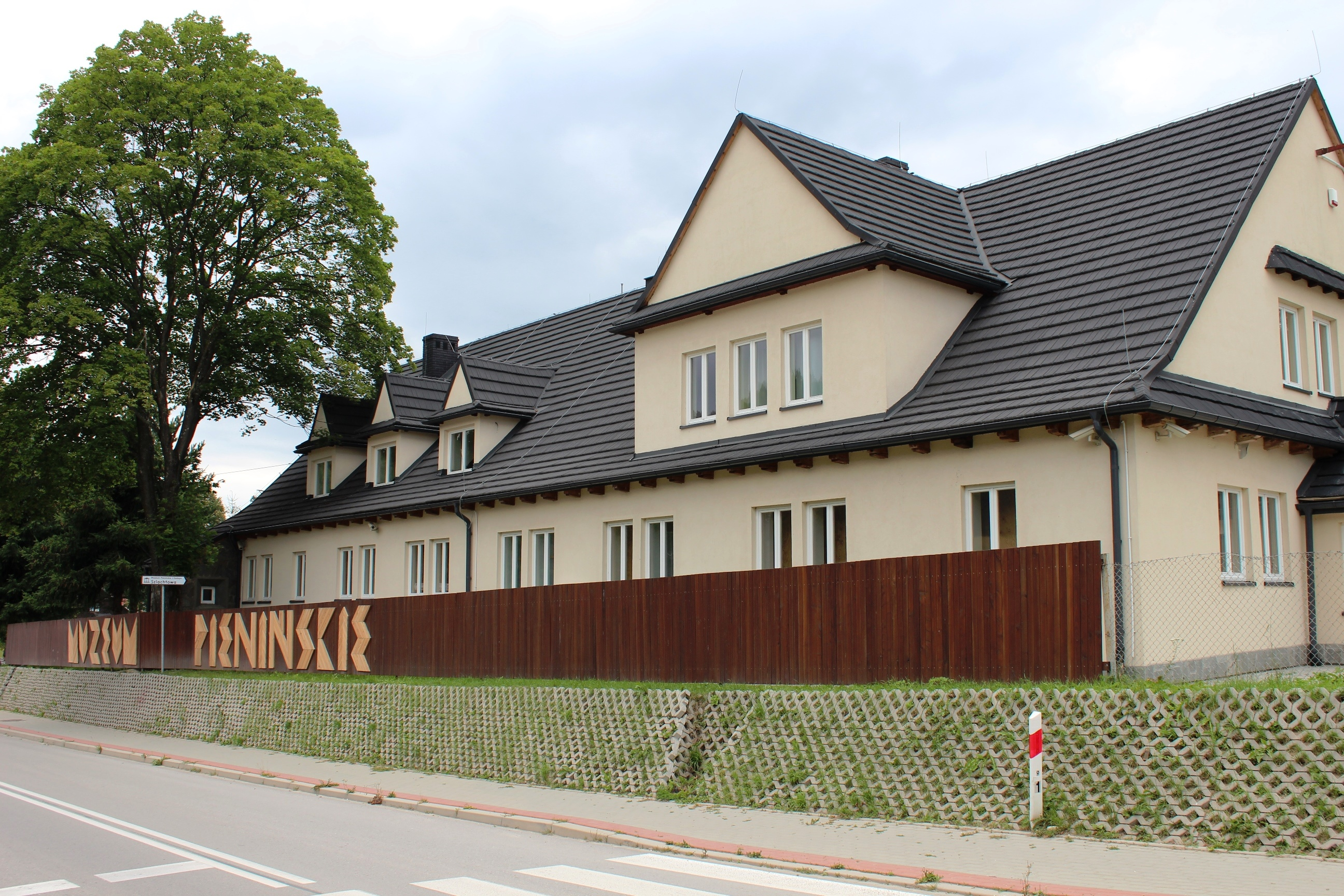
Siedziba muzeum od 2014 r. w Szlachtowej